# Clemens Busch
 (octobre 2019).
Clemens August Busch (10 mai 1834, Cologne - 25 novembre 1895, Berne) est un diplomate prussien.

## Biographie
Clemens August Busch était chef du ministère des Affaires étrangères allemand du 25 juin au 16 juillet 1881, succédant au comte Friedrich zu Limburg Stirum et précédant Paul von Hatzfeldt jusqu'alors ambassadeur à Constantinople.